# Topp 20 Single
Topp 20 Single je službena norveška top lista singlova koju jednom tjedno izdaje VG-lista. Trenutni broj jedan singl je "Telephone" od Lady Gage i Beyoncé Knowles.

## O top listi
Top lista singlova uključuje top 20 singlova. Top lista se bazira na prodaji singlova (prodaja uključuje i digitalne downloade).

## Vanjske poveznice
- Službena web stranica (norv.)
- Arhiva (engl.)